# Tambikpéré
Tambikpéré est une localité du département de Dano, dans la province d'Ioba (région du Djôrô) au Burkina Faso. En 2006, cette localité comptait 518 habitants dont 51,5 % de femmes.